# Gómez Pereira
Pour les articles homonymes, voir Cobb.
Gómez Pereira, né en 1500 à Medina del Campo et mort en 1567, est un philosophe, médecin et humaniste espagnol, ancien élève de l'université de Salamanque.